# Caligo dentina
Caligo dentina är en fjärilsart som beskrevs av Druce 1874. Caligo dentina ingår i släktet Caligo och familjen praktfjärilar. Inga underarter finns listade i Catalogue of Life.